# Peter Cornelius
Pour les articles homonymes, voir Cornelius et Peter Cornelius (homonymie).
Peter Cornelius (né le 24 décembre 1824 à Mayence et mort le 26 octobre 1874 dans la même ville) est un poète, acteur et compositeur allemand.
Peter Cornelius a été un élève du pianiste et compositeur Franz Liszt. Il composa quelques opéras et des œuvres vocales (chœurs, mélodies). Liszt dirigea son Barbier de Bagdad. Il publia également des traductions des écrits d'Hector Berlioz.

## Biographie
Peter Cornelius était le fils du couple d'acteurs Carl (de) (1793-1843) et Friederike Cornelius, née Schwadtke (1789-1867) ; ses frères et sœurs étaient l'historien Carl Adolf Cornelius (de) (1819-1903) et l'écrivaine Auguste Cornelius (de) (1826-1890).
Après avoir terminé ses études secondaires, Peter Cornelius travaille comme violoniste et acteur au théâtre de Mayence et devient en 1843, à 19 ans, acteur à la cour de Wiesbaden. En 1844, il vint à Berlin chez son oncle, le peintre Peter von Cornelius. Après quelques échecs, Cornelius abandonne le métier d'acteur et étudie la composition avec Siegfried Dehn de 1845 à 1849. C'est déjà à cette époque que furent composées certaines de ses œuvres de musique de chambre et de musique religieuse, mais aussi des chansons profanes. Son œuvre la plus importante de cette période est le Stabat Mater pour solistes, chœur et orchestre de 1849, qui fut quasiment le travail final de son apprentissage chez Dehn.
En 1851, Cornelius travaille à Berlin comme critique musical pour les revues Echo et Modespiegel. Par l'intermédiaire de son oncle, il fit en 1853 la connaissance de Franz Liszt, dans l'environnement duquel il vécut à Weimar, avec des interruptions jusqu'en 1858. Influencé par Liszt, Cornelius défendit avec véhémence l'école néo-allemande (de) dans la Neue Zeitschrift für Musik. C'est également au cours de ces années qu'il composa une grande partie de sa musique religieuse catholique.
Le 15 décembre 1858 eut lieu la première représentation de l'opéra de Cornelius Le Barbier de Bagdad. La représentation, dirigée par Franz Liszt, tourna au vinaigre, car les opposants de Liszt la perturbèrent. Cornelius profita de cet échec pour partir en 1859 à Vienne, où il fit la connaissance de Friedrich Hebbel et de Richard Wagner. « Limiter et consolider de manière judicieuse et douce ce que Wagner avait acquis à son apogée », tel était, de son propre aveu, son objectif. Cornelius resta à Vienne jusqu'en 1864 et accompagna Wagner à Munich en 1865. Là, il bénéficia d'une solde honorifique du roi Louis II. Le 21 mai 1865, le deuxième opéra de Cornelius, Le Cid, fut créé avec succès. En 1867, Cornelius fut nommé à Munich à la Musikhochschule nouvellement créée, où il enseignait la rhétorique et l'harmonie.
En 1867, Cornelius épousa à Mayence Bertha Jung (* 1834 ; † 1904). Il eut avec elle une fille et trois fils, dont Carl Maria Cornelius (de) (1868-1945). Il mourut dans sa ville natale le 26 octobre 1874 à l'âge de presque 50 ans d'un diabète sucré qui ne pouvait pas encore être traité à l'époque. Il a été enterré dans le cimetière principal de Mayence.
Cornelius était un compositeur de Lieds extrêmement prolifique. Près de la moitié de ses chants étaient basées sur ses propres poèmes, qui ont également été mis en musique par d'autres compositeurs. Cornelius se qualifiait également de "poète-compositeur (de)". La question de savoir s'il devait être poète, musicien ou journaliste musical l'a accompagné presque toute sa vie. C'est justement cette indécision et sa nature modeste et plutôt réservée qui ont contribué à ce qu'il soit toujours dans l'ombre de ses contemporains Richard Wagner et Franz Liszt, qu'il admirait tous les deux. Pourtant, c'est surtout en tant que compositeur de lieder qu'il est aujourd'hui très apprécié.

## Œuvres principales
Compositions
- Stabat mater pour solistes, chœur et orchestre (1849)
- Mir klingt ein Ton so wunderbar (1854)
- Chants nuptiaux (1856)

- Chants de Noël op. 8 (1856-1870)
- Le Barbier de Bagdad (opéra-comique, 1858)
- Le Cid (opéra, 1865)
- Requiem Seele vergiss sie nicht sur un texte de Friedrich Hebbel (1872)
- Gunlöd (opéra inachevé en trois actes (1869-1874) d'après Edda (la géante Gunnlöd), complément et orchestration des esquisses laissées par Waldemar von Baußnern (1906)
- Messe en ré mineur pour chœur de femmes, soprano et alto solo et orgue, cordes ad lib. ; CWV 91
- Quatuors à cordes

Écrits
- Œuvres littéraires. Lettres choisies avec des feuilles de journal et des poèmes de circonstance. Édité par Carl Maria Cornelius. 2 volumes. Breitkopf & Härtel, Leipzig 1904-1905.
- Essais rassemblés. Réflexions sur la musique et le théâtre, la poésie et les arts plastiques. Édité et commenté par Günter Wagner. Schott, Mainz u. a. 2004,  (ISBN 3-7957-1340-4).
- Günter Wagner (éd.) : Briefe und Tagebuchblätter. Deux volumes (= Beiträge zur mittelrheinischen Musikgeschichte, Bd. 44 u. 46). Schott, Mainz 2015/2024,  (ISBN 978-3-7957-0909-9).

## Archives Peter-Cornelius
Grâce à son fils et biographe Carl Maria Cornelius (de), son fonds a été systématiquement exploité et élargi. Depuis l'acquisition de sa veuve par la ville de Mayence en 1950, il constitue le noyau des archives Peter Cornelius à la bibliothèque municipale de Mayence, qui possède ainsi la plus importante collection internationale d'œuvres de l'artiste. Les archives ont continué à s'enrichir grâce à des achats d'antiquités effectués par la bibliothèque municipale pendant des décennies.
L'un des ajouts les plus spectaculaires aux archives a eu lieu en 1999 avec le transfert du dernier grand stock de manuscrits musicaux du compositeur, issu de la collection Joseph Standthartner (1818-1892), acquise par la Sparkasse Mainz en 1987.
Le fonds comprend différents matériaux de l'œuvre musicale et littéraire de Peter Cornelius. Il contient des manuscrits musicaux sous forme d'autographes et de copies, des imprimés musicaux (souvent en première édition), des poèmes de Peter Cornelius, des lettres de et à Peter Cornelius, des carnets de notes et des journaux intimes, de la correspondance de la famille ainsi qu'une collection de photos.

## Hommages
Le pont Cornelius (Corneliusbrücke), sur l'Isar à Munich, est nommé en l'honneur de Peter Cornelius et de son oncle, le peintre Peter von Cornelius (1783-1867).